# Carl Gustav Gottfried Hilfeling

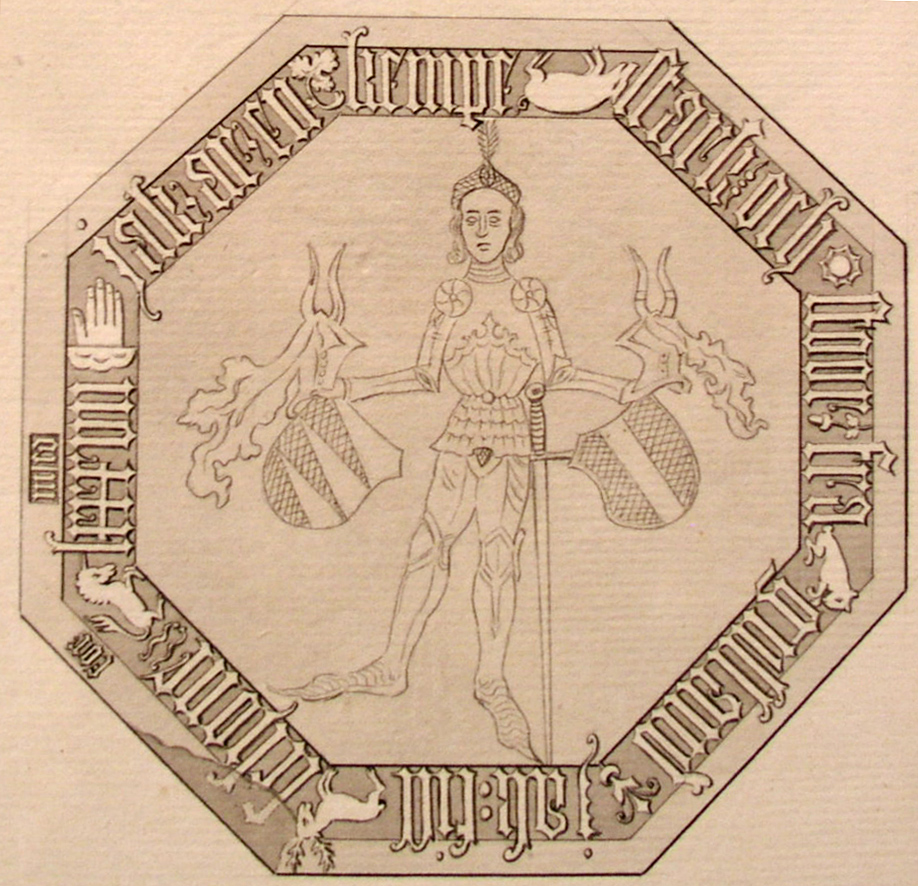
Teckning av Hilfeling, från Glimmingehus

Carl Gustav Gottfried Hilfeling född 11 mars 1740, död 22 oktober 1823 i Skövde, var en svensk konstnär och kulturhistoriker som blev antikvitetsritmästare i dansk tjänst. 

## Biografi
Hilfeling var ursprungligen verksam inom guldsmedsyrket. Genom bekantskap med assessorn i Antikvitetskollegium Nils Reinhold Broocman kom han 1767 i kontakt med den danske historikern Jacob Langebek (död 1775), på vilkens uppdrag han ritade av äldre kulturhistoriska föremål och miljöer. År 1785 skickade den danska regeringen Hilfeling till Skåne för att rita av föremål från den danska tiden. Genom kontakt med Pehr Tham på Dagsnäs, gjorde han 1788–1801 motsvarande resor till Bohuslän, Västergötland, Småland, Öland och Gotland på Thams bekostnad.
Teckningar från hans resor 1775, 1777 och 1785 förvaras på Dronningens Håndbibliothek i København samt vid Kungl. Biblioteket och Antikvarisk-topografiska arkivet i Stockholm.
I Thams bok Götiska monumenter (1794) och Nils Henrik Sjöborgs Samlingar för Nordens fornälskare (1822–30) återfinns Hilfelings teckningar i tryck. Torsten Gislestam utgav i två volymer 1994–95 materialet från hans Gotländska resa, innefattande även material från Öland. Det skånska materialet trycktes 1977.